# رئیس قوه قضائیه مالزی
رئیس قوه قضائیه مالزی (به انگلیسی: Chief Justice of Malaysia) (مالایی: Ketua Hakim Negara Malaysia)، که همچنین به عنوان رئیس دادگاه فدرال شناخته می‌شود، سمت و عنوان رئیس نظام قضایی مالزی است. این عنوان از سال ۱۹۹۴ مورد استفاده قرار گرفت و قبل از آن تحت عنوان لرد پرزیدنت دادگاه فدرال شناخته می‌شد. رئیس قوه قضائیه رئیس دادگاه فدرال، دادگاه عالی مالزی است. این مقام، بالاترین جایگاه در نهاد قضایی مالزی است که پس از آن رئیس دادگاه استیناف مالزی، قاضی ارشد مالایا و قاضی ارشد صباح و ساراواک قرار دارند.